# Semomesia alyattes
Espèce
Semomesia alyattes est une espèce d'insectes lépidoptères de la famille  des Riodinidae et au genre Semomesia.

## Taxonomie
Semomesia alyattes a été décrit par Jose Francisco Zikán (d) en 1952

### Sous-espèces
- Semomesia alyattes alyattes ; présent au Brésil.
- Semomesia alyattes cecilae Gallard, 1997 ; en Guyane maintenant Semomesia cecilae[2].
- Semomesia alyattes fassli Pierre Jauffret et Jacques Côrecha Jauffret, 2009 ; présent au Brésil[3].

## Description
Semomesia alyattes est un papillon de couleur bleu outremer avec au centre des ailes antérieures un gros ocelle noir et une ornementation de fine bordure noire et d'une large ligne noire aux antérieures et plusieurs fines lignes noires parallèles à la bordure.
Le revers est semblable sans les ocelles aux ailes antérieures.

## Écologie et distribution
Semomesia alyattes est présent en Guyane et au Brésil.

### Biotope
Il réside dans la forêt tropicale.

### Protection
Pas de statut de protection particulier.